# Superpuchar Białorusi w piłce siatkowej mężczyzn (2018)
Superpuchar Białorusi w piłce siatkowej mężczyzn 2018 – druga edycja rozgrywek o Superpuchar Białorusi rozegrana 21 września 2018 roku w hali sportowej Lokomotiw (ros. Зала Игровых Видов Спорта Локомотив, Zała Igrowych Widow Sporta Łokomotiw, biał. Зала Гульнявых Відаў Спорту Лакаматыў, Zała Hulniawych Widau Sportu Łakamatyu) w Homlu. W meczu o Superpuchar udział wzięły dwa kluby: mistrz Białorusi w sezonie 2017/2018 - Szachcior Soligorsk oraz zdobywca Pucharu Białorusi 2018 - Stroitiel Mińsk.
Zdobywcą Superpucharu Białorusi został klub Szachcior Soligorsk. Najlepszymi zawodnikami spotkania wybrani zostali Aleh Chmialeuski oraz Arciom Kudraszou.

## Drużyny uczestniczące
| Drużyna             | Osiągnięcia w sezonie 2017/18 |
| ------------------- | ----------------------------- |
| Szachcior Soligorsk | mistrzostwo Białorusi         |
| Stroitiel Mińsk     | zdobycie Pucharu Białorusi    |

## Mecz
Piątek, 21 września 2018 – 19:00 (UTC+3) • Hala sportowa Lokomotiw, Homel
Widzów: 750
Czas trwania meczu: 104 minuty
Sędziowie: Juryj Bakunowicz i Andrej Karpienka
| Szachcior Soligorsk        | 3:1                                 | Stroitiel Mińsk         |
| Uładzimir Żykhimont 18 pkt | (25:20, 25:22, 19:25, 25:21) raport | Arciom Kudraszou 17 pkt |

| Poz.                 | Nr | Zawodnik            | 1           | 2           | 3           | 4           | 5 | Pkt |
| -------------------- | -- | ------------------- | ----------- | ----------- | ----------- | ----------- | - | --- |
| P                    | 3  | Juryj Martynau      | 5 dwa       | 6 trzy      | 5 dwa       | 6 trzy      |   | 17  |
| A                    | 5  | Uładzimir Żykhimont | 7 cztery    | 8 pięć      | 7 cztery    | 8 pięć      |   | 18  |
| Ś                    | 8  | Wiaczasłau Szmat    | 6 trzy      | 7 cztery    | 6 trzy      | 7 cztery    |   | 15  |
| Ś                    | 11 | Jauhien Wojnau      | 9 sześć     | 4 jeden     | 9 sześć     | 4 jeden     |   | 7   |
| P                    | 18 | Aleh Chmialeuski    | 8 pięć      | 9 sześć     | 8 pięć      | 9 sześć     |   | 10  |
| R                    | 21 | Alaksiej Kurasz     | 4 jeden     | 5 dwa       | 4 jeden     | 5 dwa       |   | 3   |
| L                    | 1  | Maksim Budziuchin   | L           | L           | L           | L           |   |     |
| Zmiany               |    |                     |             |             |             |             |   |     |
| R                    | 4  | Mikałaj Szklar      |             |             | 14 zmiana5  | 4 pusty     |   |     |
| P                    | 15 | Siarhiej Antanowicz |             |             | 27 zmiana18 | 4 pusty     |   |     |
| P                    | 16 | Michaił Kosacz      | 30 zmiana21 | 30 zmiana21 | 30 zmiana21 | 4 pusty     |   |     |
| Ś                    | 20 | Maksim Szkredau     | 27 zmiana18 | 27 zmiana18 |             | 30 zmiana21 |   |     |
| L                    | 14 | Andriej Marczenko   |             |             | L           | L           |   |     |
| Nie weszli na boisko |    |                     |             |             |             |             |   |     |
| Ś                    | 9  | Andrej Pratasienia  |             |             |             | 4 pusty     |   |     |
| Trener               |    |                     |             |             |             |             |   |     |
| Wiktar Bieksza       |    |                     |             |             |             |             |   |     |

| Poz.                  | Nr | Zawodnik                | 1           | 2           | 3        | 4          | 5 | Pkt |
| --------------------- | -- | ----------------------- | ----------- | ----------- | -------- | ---------- | - | --- |
| A                     | 1  | Arciom Kudraszou        | 6 trzy      | 8 pięć      | 8 pięć   | 8 pięć     |   | 17  |
| P                     | 2  | Pawieł Awdoczienko      | 7 cztery    | 9 sześć     | 9 sześć  | 9 sześć    |   | 11  |
| R                     | 12 | Arciom Horiemykin       | 9 sześć     | 5 dwa       | 5 dwa    | 5 dwa      |   | 3   |
| Ś                     | 13 | Iłla Burau              | 8 pięć      |             |          | 4 pusty    |   | 1   |
| P                     | 14 | Uładzisłau Dawyskiba    | 4 jeden     | 6 trzy      | 6 trzy   | 6 trzy     |   | 15  |
| Ś                     | 18 | Wadzim Prańko           | 5 dwa       | 4 jeden     |          | 4 pusty    |   | 1   |
| L                     | 11 | Stanisłau Zabarouski    | L           | L           | L        | L          |   |     |
| Zmiany                |    |                         |             |             |          |            |   |     |
| Ś                     | 8  | Alaksiej Kamar          |             | 27 zmiana18 | 4 jeden  | 4 jeden    |   | 8   |
| P                     | 9  | Anton Sinhajeuski       | 11 zmiana2  | 11 zmiana2  |          | 11 zmiana2 |   |     |
| R                     | 15 | Kanstancin Ciuszkiewicz | 21 zmiana12 |             |          | 4 pusty    |   |     |
| Ś                     | 19 | Kanstancin Panasienko   |             | 7 cztery    | 7 cztery | 7 cztery   |   | 5   |
| Nie weszli na boisko  |    |                         |             |             |          |            |   |     |
| P                     | 2  | Artur Sabynicz          |             |             |          | 4 pusty    |   |     |
| Trener                |    |                         |             |             |          |            |   |     |
| Alaksandr Sinhajeuski |    |                         |             |             |          |            |   |     |

## Statystyki meczowe
| SZA | STATYSTYKI        | STR |
| 94  | MAŁE PUNKTY       | 88  |
| 54  | ATAK              | 48  |
| 10  | BLOK              | 10  |
| 6   | SERWIS            | 3   |
| 24  | BŁĘDY PRZECIWNIKA | 27  |

## Wyjściowe ustawienie drużyn
| Kurasz Martynau Szmat Żykhimont Chmialeuski Wojnau Budziuchin Dawyskiba Prańko Kudraszou Awdoczienko Burau Horiemykin Zabarouski |